# Droga krajowa nr 82 (Węgry)

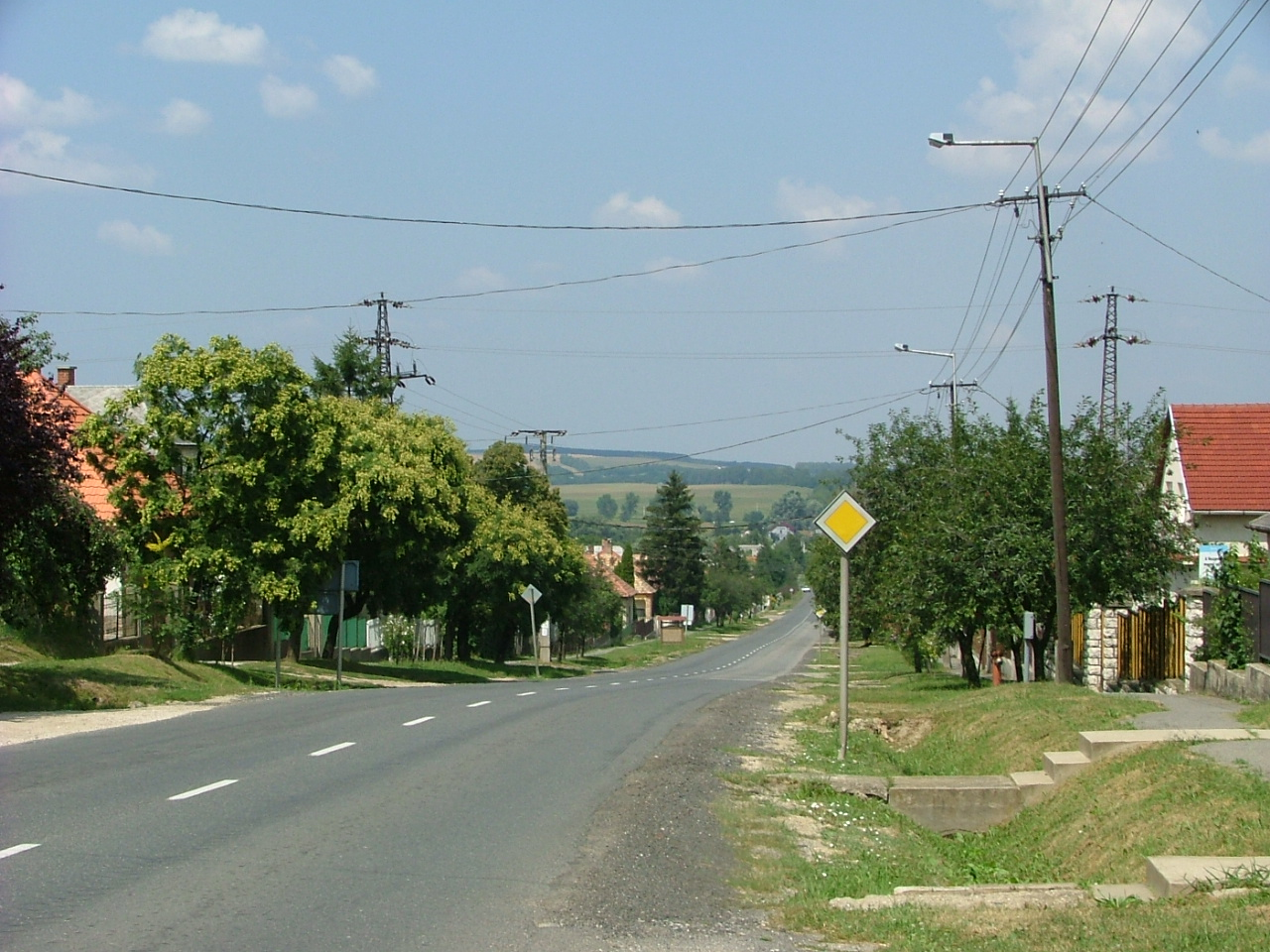
Droga krajowa nr 82, Veszprémvarsány

Droga krajowa nr 82 (węg. 82-es főút) – droga krajowa w komitatach Veszprém i Győr-Moson-Sopron w zachodnich Węgrzech. Długość - 68 km. Przebieg: 
- Veszprém – skrzyżowanie z 8
- Zirc
- Pannonhalma (obwodnica)
- Győr – skrzyżowanie z M1 (węzeł Győr-Veszprém)